# Havelock North

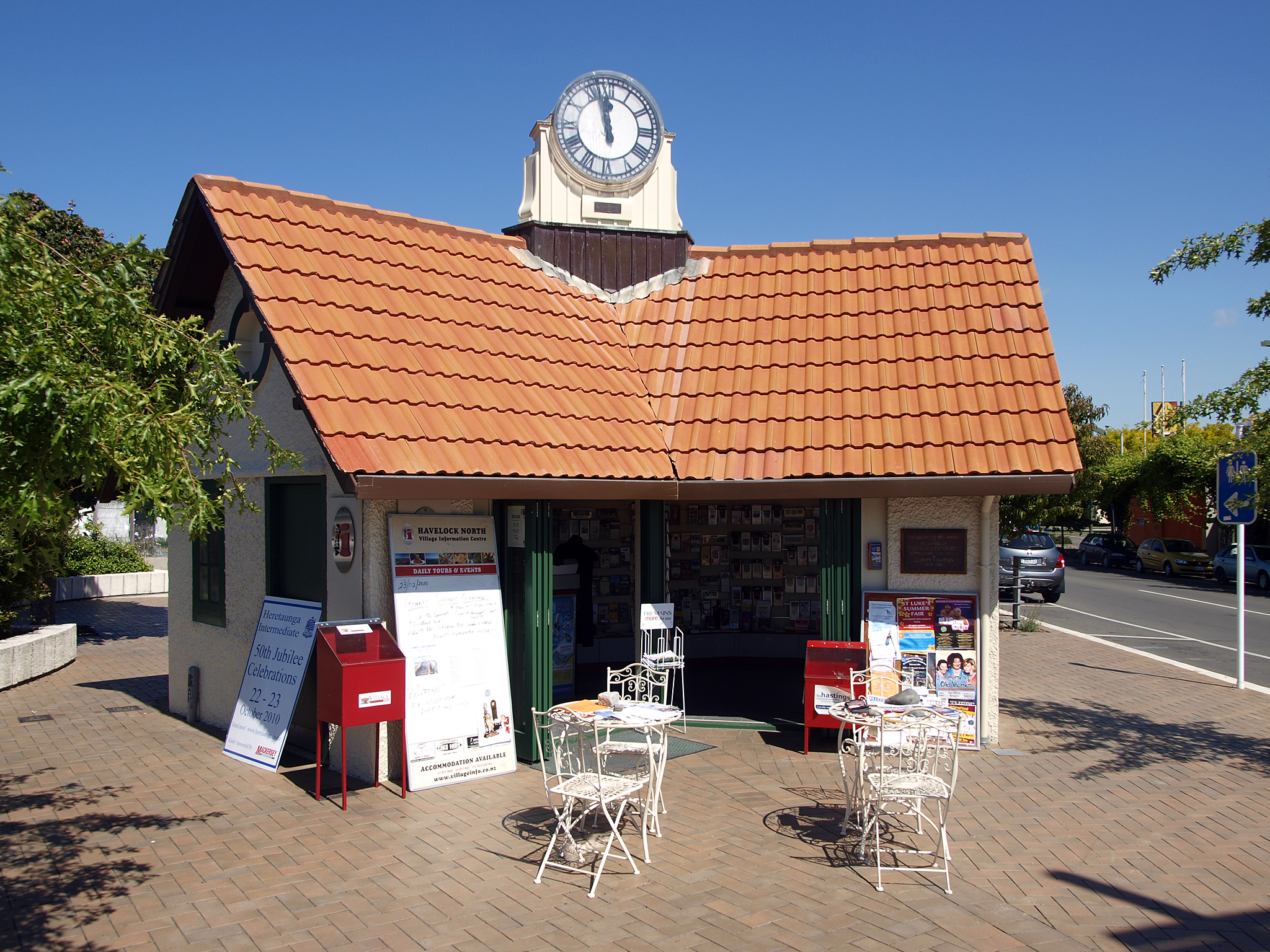
Clock Tower Gebäude im Zentrum der Stadt

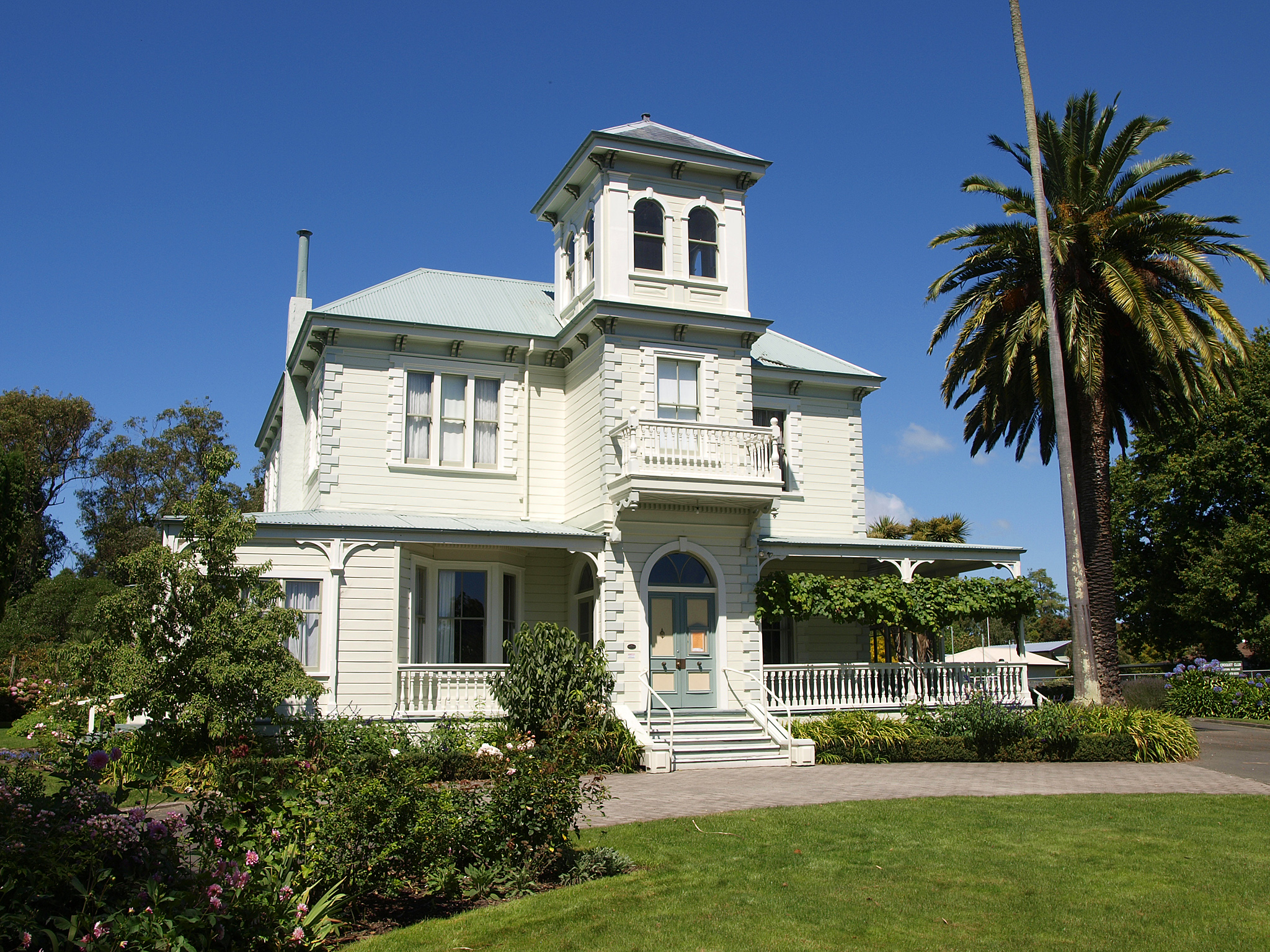
Duart House, 1882 erbaut

Havelock North, von den Bewohnern auch The Village (das Dorf) genannt, ist eine Stadt in der Region Hawke’s Bay auf der Nordinsel von Neuseeland.

## Geografie
Am Fuße einer Bergkette liegend, die ihren Höhepunkt in dem 399 m hohen Te Mata hat, eröffnen sich vor der Stadt die Heretaunga Plains auf, eine weitläufige Ebene der Hawke’s Bay. Zu den beiden Stadtzentren sind es bis nach Hastings rund 6 km in nordwestliche Richtung und nach Napier rund 20 km in nördlich Richtung. Über Hastings ist die Stadt auch an dem New Zealand State Highway 2 angeschlossen.

## Geschichte
Die Gegend um das heutige Havelock North war, so viel man heute weiß, von den Māori nicht besiedelt und wenig genutzt, gleichwohl gibt es um die Entstehung des Te Mata auch eine Māori-Legende. So soll der Māori-Chief Te Mata vom Iwi der Maimarama sich in die Tochter des Chiefs der Heretaunga verliebt haben und hatte einige Aufgaben zu lösen, bevor er sie bekommen konnte. Doch bei dem Versuch, sich durch die Hügel zu essen, starb er und wurde zum Berg.
Fest steht jedenfalls, dass 1854 John Chambers von den Heretaunga Land pachtete und sein Cottage am Karamu Stream errichtete, einem Bach, der heute noch durch Havelock North fließt. Chambers gilt damit als der erste Siedler der Gegend.
Nach einem undurchsichtigen Landkauf im Jahr 1839 durch William Barnard Rhodes, einem englischgebürtigen Händler und Abenteurer, der angeblich einige Blöcke Land von der Māhia Peninsula aus bis nach Castlepoint mit zusammen 883.000 Acres von den Māori gekauft hatte, sich aber in Widersprüche verstrickte, kaufte die Provinzregierung das Land am Fuße des Te Mata 1855 erneut und plante, eine Stadt dort zu errichten, zu der 1859 ein detaillierter Plan vorgelegt wurde, kurz bevor am 17. Januar 1860 die erste Auktion der ersten Sektion Land (2023 m²) erfolgte. Sechs Straßen sollten demnach fast sternförmig aufeinander zulaufen und so zu einem Zentrum führen. Der Zuspruch war entsprechend groß, auch von Spekulanten, und alle weiteren 74 Sektionen wurden noch im März und im Juni des gleichen Jahres verkauft. Die Stadt, die den Namen Havelock bekam, entwickelte in den Folgejahren einen unverwechselbaren Charakter, in dem Künstler, Schriftsteller und viele talentierte und motivierte Leute mit Siedlern zusammenkamen und einen starken Gemeinschaftssinn entwickelten.
1865 wurde die erste öffentliche unter Kolonialverwaltung stehende Schule errichtet, 1871 kam die erste Kirche dazu und da von 1862 bis 1908 die Post noch von unterschiedlichen Agenten organisiert wurde, kam mit dem Bau des Postgebäudes und dessen feierlichen Eröffnung im Jahre 1914 die Post in Havelock erst spät eine eigene Station und Verwaltung. Die erste Obstplantage kam, für damalige Verhältnisse noch ungewöhnlich, in den 1870ern. Mit dem ersten Weinanbau begann man im Jahre 1892. Die Stadt entwickelte sich in den Gründerjahren zügig, wurde aber durch die Gründung von Hastings im Jahr 1873 und durch den Bau der Eisenbahn durch Hastings über Jahrzehnte in ihrem weiteren Wachstum beschränkt.
1907 wurde dann The Havelock Work gegründet, einer Gruppe, die aus spirituell und philosophisch interessierten Leuten bestand, die sich mit Kunst und Literatur auseinandersetzten. Sie publizierten The Forerunner (1909–1914), ein Journal, organisierten Musikveranstaltungen und Ausbildung in Handwerk und Kunst. Von dem frühen 20. Jahrhundert an wurde Havelock North das Zentrum für alternative Philosophie und Spiritualität, in dem u. a. auch Rudolf Steiners Lehren vertreten wurde und dort die erste Rudolf-Steiner-Schule Neuseelands eröffnet wurde.
Ab 1910 wurde Havelock, die den Namen zu Ehren von Sir Henry Havelock bekommen hatte, unter Einwohnerprotest vom obersten Postmeister des Landes in Havelock North umbenannt, damit keine Verwechselung mehr mit dem Ort Havelock auf der Südinsel möglich waren. Der Protest ging bis ins Parlament, setzt sich aber nicht durch.
Bis zum 6. Februar 1912, dem Tag, an dem Havelock North einen eigenen Town Board bekam, wurde der Ort vom Hawke’s Bay County Council verwaltet und bekam mit 1952 recht spät den Status eines Borough, der ihr die städtische Selbstverwaltung garantierte.
Im Zuge der Gebietsreform von 1989 verlor Havelock North seine Eigenständigkeit wieder und wurde über die Zusammenlegung des Havelock North Borough Council mit dem Hawke’s Bay County Council und dem Hastings City Council in den Hastings District eingegliedert, der mit dem neu gebildeten Hastings District Council seit dieser Zeit seinen Sitz in Hastings hat.

## Bevölkerung
Zum Zensus des Jahres 2013 zählte Havelock North 11.109 Einwohner, 5,8 % mehr als zur Volkszählung im Jahr 2006.

## Hawke’s-Bay-Erdbeben von 1931
Havelock North lag mit auf der Linie des Erdbebens vom 3. Februar 1931, welches die Städte Napier und Hastings zum Teil völlig zerstörte. Dass die Schäden in Havelock North nicht so stark wahrgenommen wurden, lag daran, dass einerseits keine Todesopfer in der Stadt zu beklagen waren und zum anderen, dass das Stadtzentrum nicht völlig zerstört wurde, so wie in Napier, wo Feuer den Rest der Zerstörung erledigten. Gleichwohl wurden auch in Havelock North fast alle Ziegelsteinbauwerke zerstört. Auch wurde das Lands & Deeds Office, in dem alle Schriftdokumente und Urkunden der Stadt aufbewahrt wurden, durch ein Feuer als Folge des Bebens total zerstört.

## Heute
Havelock North ist heute eine modern gestylte Stadt, die noch über einige historische Gebäuden verfügt. Die Stadt wird bevorzugt von Pendlern, die in Hastings und Napier arbeiten, als Wohnsitz genutzt. Auch verfügt die Stadt mit 20,5 % über einen erhöhten Anteil an über 65-jährigen, die Havelock North zu ihrem Alterswohnsitz auserkoren haben. Der Anteil der Altersresidenzen ist dementsprechend hoch.

## Sehenswürdigkeiten
- Te Mata Trust Park, mit dem 399 m hohen Te Mata, von dem man bei guter Sicht die gesamte Hawke Bay übersehen kann und über die weite Ebene der Heretaunga Plains in der Ferne die Ruahine Range, die Kaweka Range und die Maungaharuru Range erkennen kann.
- Duart House, welches 1882 im kolonialen Stil als große Villa mit großem Garten erbaut wurde und heute zu öffentlichen und privaten Veranstaltungen genutzt wird.
- Clock Tower Building, ein kleines Haus mit einer kleinen Turmuhr mitten im Zentrum der Stadt, 1914 von dem Designer und Architekten James Walter Chapman-Taylor für einen Wettbewerb entworfen und erbaut.
- Whare Ra, Haus des mysteriösen Ordens Stella Matutina, welcher von Robert Felkin nach England 1912 in Neuseeland neu gegründet wurde.

## Persönlichkeiten
- Robert William Felkin (1853–1926), Anthropologe
- Alfred Meebold (1863–1952), Schriftsteller, Botaniker und Anthroposoph
- Eliza Amy Hodgson (1888–1983), Botanikerin und Bryologin
- Alan Duff (* 1950), Māori, Novellist, Kolumnist
- George Beamish (* 1996), Langstreckenläufer